# Eva Braun
Eva Anna Paula Hitler, născută Braun (n. 6 februarie 1912, München — d. 30 aprilie 1945, Berlin) a fost timp de 14 ani amanta și în ultimele 36 de ore din viață, soția lui Adolf Hitler. Decentă și bine crescută, ea era o tânără din clasa de mijloc fără sentimente antisemite, care nu s-a alăturat niciodată Partidului nazist. De dragul führerului, a renunțat la tot ce ar fi putut să o împlinească în viață – căsătorie, copii, propria casă, mândria și aprobarea părinților. Datele rămase despre această femeie sunt foarte puține. Acoliții lui Hitler nu i-au acordat vreo importanță, iar nevestele naziștilor de top abia o tolerau. În luna iunie a anului 1944, serviciile britanice secrete credeau încă despre Eva că este doar o secretară a führerului. În aprilie 1945, în timp ce armata sovietica înainta prin Berlinul distrus de bombardamentele repetate, s-a sinucis împreună cu Hitler în buncăr. Deși a fost amanta lui pentru 14 ani, puțină lume i-a cunoscut numele sau înfățișarea, führerul reușind atât de bine să o țină departe de ochiul publicului încât a trăit și a murit anonimă.

## Familia, copilăria și educația Evei

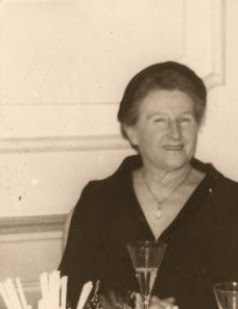
Mama Evei Braun, Franziska Braun

În noaptea de 6 februarie 1912 se naște la ora 2.22 în München, Bavaria Eva Braun, cântărind aproximativ 5 kilograme și jumătate. Ea a fost botezată și Ana Paula aceste 2 prenume fiind date după numele a două mătuși din partea mamei. Tatăl ei își dorea un băiat, având deja o fetiță în vârstă de 3 ani pe nume Ilse. Mama Evei, Franziska Braun, născută Kronburger, provenea dintr-o familie foarte credincioasă, Fanny fiind crescută conform rigorilor romano-catolice. Beilngries, localitatea ei natală se află într-o regiune a Germaniei cu un puternic atașament pentru valorile crestine, Papa Benedict al XVI-lea fiind și el născut în apropiere. Tatăl Evei, Friedrich 'Fritz' Braun era originar din regiunea Schwabia, o provincie aflată la nord-vest de Bavaria. Părinții lui erau tâmplari în Stuttgart și au sperat ca fiul lor să le urmeze în meserie. Fritz visa însă să ajungă arhitect, dar realizând cât este de dificil, a ales să devină profesor, spre dezamăgirea familiei. După ce și-a dobândit diploma, s-a angajat în Württemberg, mutându-se ulterior în München, unde a început să predea la o școală profesională. Câțiva ani mai târziu, el a întâlnit-o și curtat-o pe Fanny Kronburger. Cei doi s-au căsătorit în iulie 1908 când Fritz avea 29 de ani, mireasa sa fiind cu 6 ani mai tânără. Împreună au avut 3 fete:
- Ilse (1909 – 1979)
- Eva (1912 – 1945)
- Margareta cunoscută ca Gretl (1915 – 1987).

Copiii au crescut într-un mediu familial sănătos, părinții acordându-le o atenție deosebită și având grijă să nu le lipsească nimic. Mama lor, care câștiga bani în plus din croitorie, obișnuia să le facă fetelor rochii, în albumele de familie existând numeroase fotografii cu cele trei fiice pozând cu noile haine. Fiecare vacanță este petrecută la Beilngries, un orășel la 100 km de München, unde se afla casa bunicilor Kronburger. Aici ei plecau în drumeții pe munte, la schi, patinaj ori pescuit, fetele fiind încurajate de părinți să fie foarte active. Eva a iubit încă din copilărie sportul, practicând cu deosebită plăcere schiul, gimnastica sau înotul ori de câte ori a avut ocazia pentru tot restul vieții.
În vara anului 1914, când izbucnește Primul Război Mondial, Fritz este nevoit să meargă pe front. Familia Braun nu este afectată de sângerosul conflict, femeile continuându-și viața în modul obișnuit. În 1919 tatăl se întoarce acasă, tragedia războiului pierdut precum și suferințele văzute marcându-l enorm. Pe fondul sărăciei și inflației de la începutul anilor '20 familia Braun are unele dificultăți financiare, iar părinții Evei se despart pentru o perioadă, urmând a se recăsători în 1922. În tot acest timp, Eva este dată în grija bunicilor din partea mamei unde începe școala primară, pe care o va continua în München după ce părinții ei decid să rămână împreună. În 1924, pe când avea 14 ani, urmează Liceul Catolic pentru fete din München. Lucru oarecum neobișnuit pentru acea perioadă, deoarece mai puțin de 4% din fete își continuau studiile după școala primară. Acest fapt demonstrează interesul familiei pentru o educație adecvată a copiilor lor. Aici Eva petrece o perioadă minunată, fiind foarte populară în rândul colegelor de clasă. Multe dintre ele îi vor rămâne prietene pe viață, Herta Ostermayr fiind una dintre ele. Spre deosebire de sora ei mai mare, Eva nu a fost interesată prea mult de școală, notele ei rămânând pe parcursul școlarizării modeste. În anul 1928, ea termină liceul însă nu își definitivează studiile cu un Bacalaureat, ceea ce sugerează că nu dorea să urmeze în continuare o universitate, ci să se angajeze. Cu scopul de a-i cizela manierele în perspectiva unei căsătorii promițătoare, părinții decid să o trimită la școala catolică a surorilor engleze în micul oraș Simbach am Inn, aflat la 120 km nord-est de München în apropiere de granița cu Austria. Aici ea trebuia să își petreacă următorii 2 ani sub supravegherea strictă a măicuțelor. Fire exuberantă, Eva era foarte nefericită că a fost obligată să-și părăsească familia și prietenii din München. După doar 9 luni, își amenință părinții cu fuga la Viena, refuzând să urmeze și ce-l de-al doilea an. Cedând insistențelor fetei, Eva se întoarce acasă în iulie 1929. Tatăl său o sfătuiește să urmeze un scurt curs de dactilografie, după care o trimite să lucreze ca secretară la cabinetul unui doctor. Evei nu i-a plăcut munca monotonă dintr-un birou și zărind un anunț în ziar pentru un post de asistent într-un atelier foto se decide să aplice pentru slujbă.

## Prima întâlnire cu Hitler
Pe Schellingstrasse, din cartierul Schwabing, la numărul 50, mutat ulterior pe o stradă învecinată, Amalienstrasse, se afla atelierul fotografic al lui Heinrich Hoffmann. Acesta era încă din anul 1922 fotograful oficial al Partidului Național Socialist. De la 17 și până la 25 de ani, Eva și-a petrecut cea mai mare parte a timpului aici fiind ucenica și asistenta lui Hoffmann. Ea era interesată de fotografie încă din adolescență, când la vârstă de 13 ani a primit prima cameră foto. Atelierul era situat în centrul activităților artistice și studențești din München, acesta fiind un motiv în plus pentru Eva de a răspunde anunțului postat la începutul lunii octombrie 1929. A fost imediat angajată, Hoffmann fiind încântat de entuziasmul tinerei. Responsabilitățile ei includeau: preluarea și distribuirea comenzilor, procesarea și tipărirea fotografiilor, iar uneori era și model pentru angajatorul ei.
După aproximativ două-trei săptămâni de muncă, Eva l-a întâlnit pe Adolf Hitler. El, care a fost primul politician ce și-a dat seama de importanța imaginii publice, a sosit discret la atelier, aproape de ora închiderii, pentru a selecta câteva poze de la o recentă adunare a partidului. Eva nu a fost deloc intimidată de acest străin cu care Hoffmann era neobișnuit de politicos. Fiind o tânără bine crescută, a fost politicoasă cu Hitler, deși nu a avut idee cine era. În anul 1929, viitorul führer e deja cunoscut în München ca fiind oratorul și sufletul NSDAP-ului și ar fi trebuit să-i fie familiar Evei. În ciuda faptului că a crescut în orașul ce era locul de naștere și epicentrul Partidului nazist, tânăra nu era în temă cu politica, interesul ei față de acest domeniu fiind nul. Rămâne încă un mister ce a atras-o pe Eva la Hitler, care era cu 23 de ani mai în vârstă – poate ochii săi foarte pătrunzători sau manierele sale impecabile cu care trata doamnele. Preferatele lui erau femeile tinere pe care îi plăcea să le impresioneze cu galanteria sa. După această întâlnire care îi va marca întreaga viață, Eva i-a povestit surorii sale mai mari, Ilse:
„Mă urcasem pe o scară pentru a ajunge la dosarele ce erau ținute în sertarele de sus ale dulapului. În acel moment șeful a intrat, însoțit de un bărbat de vârstă mijlocie cu o mustață amuzantă, un palton deschis la culoare englezesc și cu o pălărie în mână. Amândoi s-au așezat de cealaltă parte a camerei, opusă locului unde mă aflam eu. Am încercat să trag cu ochiul în direcția lor și am avut impresia că acest caracter se uita la picioarele mele. Exact în acea zi îmi scurtasem fusta și m-am simțit puțin stânjenită deoarece nu eram sigură că am tivit-o drept.”
Hoffmann a prezentat-o apoi pe domnișoara Eva misteriosului vizitator care s-a recomandat cu numele de domnul Wolf. Hitler folosea des acest alias în anii '20 din rațiuni de securitate. Heinrich Hoffmann povestește cum au decurs lucrurile dupǎ aceastǎ primǎ întâlnire: Drăguță. Blondă. Data viitoare când Hitler a văzut-o i-a dat câteva bilete la teatru. În final a invitat-o în apartamentul său din München. Eva nu a fost acceptată niciodată de către acoliții führerului care doreau pentru dictator o femeie mai sofisticată și inteligentă. Poate nici Hitler nu ar fi ales-o dacă ea nu l-ar fi urmărit timp de doi ani de la această întâlnire, Hoffmann încercând să o aducă în atenția clientului său cât mai des posibil.
„Soția mea [bucătăreasa führerului] și sora lui Hitler au spus mereu după terminarea războiului că cei doi nu ar fi ajuns niciodată împreună într-o împrejurare normală. Dar Hoffmann a fost extrem de viclean în maniera lui de a o prezenta pe fată führerului. El a tot insistat cu ea până când Hitler a înghițit momeala.”—Herbert Döring, majordomul lui Hitler de la Berghof
Hoffmann spune însă o altă poveste, notând în memoriile sale:
„Hitler îi știa pe toți angajații mei și așa a cunoscut-o și pe Eva Braun, cu care conversa câteodată în mod normal. Ocazional, el ieșea din carapacea lui și îi făcea câte un mic compliment de tipul celora care îi plăcea atât de mult să le spună femeilor. Nici eu nici ceilalți angajați nu am observat că îi acorda o atenție mai deosebită. Dar Eva le-a spus tuturor prietenilor săi că Hitler era îndrăgostit înnebunește de ea și că se va căsători cu el.”

## Hitler, Geli și Eva
În octombrie 1929, când Hitler o întâlnește pentru prima dată pe Eva, el era încă de la sfârșitul anului 1927 împreună cu Geli, fiica surorii sale vitrege Angela Raubal. Führerul era foarte atras de tânără ce avea o fire independentă, sofisticată, diferită în multe privințe de a Evei. Legătura amoroasă cu Geli a fost după dragostea față de mama sa cea mai importantă, profundă și singura relație pe care Hitler nu a putut-o controla. Este greu de crezut că în acea perioadă când Partidul Nazist se lupta pentru supremație pe scena politică, el a fost interesat să se implice în două legături sentimentale. Înconjurat de numeroase admiratoare, führerul era dedicat doar nepoatei sale. Imediat după prima lor întâlnire, Eva începe să-l urmărească asiduu pe Hitler, căutând mereu să se facă remarcată. Treptat el a început să-i acorde mai multă atenție, fiind impresionat de firea ei veselă și de devotamentul nedisimulat față de el. Hitler nu suporta femeile inteligente, cu atât mai mult pe cele certărețe sau interesate de viața politică. Curând, ea a fost invitată la operă, iar apoi la cină la restaurantul preferat al führerului. Motivele pentru insistența Evei nu erau banii sau notorietatea. Timp de ani de zile ea nu a acceptat bani, nici măcar pentru a-și plăti taxiul, lucru care l-a impresionat pe Hitler. Mai târziu el îi povestea tinerei lui secretare Traudl Junge: „Mai presus de toate este mândră. La început lucra pentru Heinrich Hoffmann și trebuia să fie atentă cu banii, cu toate acestea a durat ceva timp până să mă lase să-i plătesc măcar taxiul. Timp de ani de zile a dormit în birou pe o bancă pentru a fi acolo în caz că sunam, telefonul ei de acasă nepermițând convorbiri pe distanță lungă. Numai în urmă cu câțiva ani am reușit să o conving să mă lase să-i cumpăr o mică casă.” Eva era conștientă de relația lui Hitler cu nepoata sa, dar asta nu a împiedicat-o să continue să-l urmărească sau să-i strecoare în buzunar bilețele de dragoste.
La vârsta de doar 23 de ani, Geli se sinucide pe 18 septembrie 1931, cauzele rămânând până în ziua de astăzi neelucidate. Hitler este foarte afectat, vrând chiar să-și pună capăt zilelor. Pe lângă pierderea suferită, el trebuie să facă față și unui scandal de proporții, ziarele din München publicând numeroase detalii cu privire la moartea lui Geli și relația ei neobișnuit de apropiată cu unchiul său. Ca să înlăture poate zvonurile cu privire la eventuala lui legătură în sinuciderea nepoatei sale, Hitler începe să o curteze pe Eva mai atent, ea fiind invitată la sfârșitul anului 1931 la reședința de la Berchtesgaden, locuința preferată a führerului pentru tot restul vieții. Unchiul Evei, Alois Winbauer descrie primii ani ai relațiilor lor:
„Totul s-a schimbat în septembrie 1931, când Angela Raubal [Geli] a fost găsită moartă în apartamentul de nouă camere a lui Hitler.[...] Este clar că a fost profund afectat de moartea nepoatei sale. El a uimit oamenii cu ieșirile sale de reproș față de sine și pentru o perioadă lungă a evitat contactul atât cu publicul cât și cu prietenii săi.[...] În 1932 Hitler făcea din ce în ce mai multe vizite acasă la Hoffmann și era evident că o curta pe Eva. Dar era important ca aparențele să fie păstrate și când plecau în excursii în jurul München-ului erau mereu însoțiți de către două secretare. Cu toate acestea, toată lumea din cercul său sau din casa lui Hoffmann știau despre ce era vorba, mai puțin părinții Evei – Fritz și Fanny. Ea a avut grijă să ascundă relația față de ei. Tatăl ei nu era, după cum ea știa, un fan al naziștilor, ci chiar opusul fiind un bavarez patriot și regalist.”
Heinrich Hoffmann în memoriile sale adaugă:
„Pentru el [Hitler] ea era doar un lucru atractiv, în care, în ciuda concepțiilor ei irelevante și prostești, sau poate tocmai de aceea, el a găsit acel tip de relaxare și liniște după care tânjea. Frecvent când intenționa să vină la noi spunea <<Cheam-o și pe Eva Braun a ta - mă amuză.>> cu altă ocazie : <<Cred că voi trece să o văd pe mica Eva pentru jumate de oră.>> iar foarte des, îngăduindu-și relaxarea lui favorită, mergeam cu toții la picnic în unul dintre frumoasele locuri din împrejurimile München-ului.[...] Ii făcea numeroase cadouri, dar erau flori, ciocolată, bijuterii de valoare modestă.”
Dacă la început relația lor era mai mult platonică, ea fiind doar o tânără ștearsă și sfioasă, în 1932, la 20 de ani, Eva devine amanta führerului. Discreția în care a învăluit întâlnirile cu Hitler a făcut asupra lui o impresie dintre cele mai favorabile. Tot în această perioadă, o vizită oficială la Herrenchiemsee este una dintre puținele dăți când führerul s-a lăsat fotografiat în public cu ea. La sfârșitul anului 1932, Eva încă locuia în casa părintească și își continua munca în atelierul lui Hoffmann. Acum NSDAP-ul și Hitler se aflau în campanie, cutreierând orașele Germaniei cu discursuri electorale. Timp de 2 luni el a fost foarte rar în München, numai în luna octombrie vizitând 60 de orașe diferite. În această perioadă când întreaga atenție a lui Hitler s-a concentrat spre politică, Eva se simțea foarte singură, cea mai mare parte a timpului petrecându-și-o așteptând un telefon de la dictator. Pe fondul unei depresii profunde, în seara zilei de 1 noiembrie 1932 încearcă să se sinucidă, trăgându-și un glonț în piept. Din fericire, a fost găsită de sora sa Ilse și dusă urgent la spital. Imediat Hitler își întrerupe campania și revine în München, încercând totodată să-i ridice moralul tinerei. Frica unui nou scandal în plină campanie electorală la mai puțin de 2 ani de la sinuciderea lui Geli, îl determină să fie mai atent cu ea. Eva își revine iar părinții află despre legătura ei cu liderul NSDAP-ului. Ei nu au fost de acord, această relație fiind în contradicție cu principiile lor atât catolice cât și politice. Tatăl Evei nu era un susținător al naziștilor, iar mama ei nu dorea pentru fiica sa un concubinaj clandestin. Însă Hitler nu avea în plan o căsătorie, el spunând deseori că soția lui era Germania. Pe 30 ianuarie 1933, Hitler devine cancelar și este nevoit să petreacă mult timp în Berlin. El își face intrarea triumfală în capitală, în timp ce amanta lui rămâne în Bavaria. De acum înainte Eva trebuia să fie ascunsă publicului larg. Hitler se întorcea în München doar la sfârșit de săptămână, iar de multe ori se întâlnea cu camarazii lui mai vechi, existând și săptămâni fără ca cei doi să se vadă.
Eva a ținut pe parcursul vieții un jurnal, unde făcea sporadic însemnări. Din nefericire acesta rămâne până în prezent pierdut, doar 22 de pagini conținând însemnări din primele luni ale anului 1935 fiind disponibile cercetătorilor. Pe data de 1 aprilie 1935 sunt consemnate: „Ieri ne-a invitat [nr. Hitler pe Eva și sora ei] la hotelul – Patru anotimpuri. Am stat lângă el timp de 3 ore și nu am putut schimba un cuvânt. Ca și rămas bun mi-a înmânat, așa cum a făcut și înainte, un plic cu bani. Ar fi fost mult mai drăguț dacă ar fi adăugat și un salut sau un cuvânt de dragoste. Aș fi fost așa de mulțumită dacă ar fi făcut-o.” În această perioadă se simțea foarte singură, iar pe 10 mai 1935 ea nota în același jurnal: „Vremea este minunată și eu iubita celui mai puternic om din Germania și din lume stau aici și mă uit la soare de la fereastră. Cum poate fi așa bătut în cap încât să mă lase aici să salut străinii? Păcat că e primăvară.”
În 1935 Eva traversează o noua criză. Hitler era mai mult plecat, experimentând adulații în masă în timp ce ea era ținută în anonimitate și locuia încă sub acoperișul casei părintești. Pe 28 mai 1935, așteptând un telefon de la führer care nu a venit, înghite 20 de somnifere. Este găsită din nou de Ilse, în comă. Scapă cu viață și de această dată, iar Hitler decide să ia mult mai în serios relația: „În viitor trebuie să mă ocup de ea mai mult”. După 3 luni în august 1935, Eva, acum în vârstă de 23 de ani, se mută împreună cu sora ei, Gretl, într-un apartament închiriat în München de către Hitler. Ulterior acesta îi cumpără amantei o casă în elegantul district Bogenhausen. Fetele nu se vor mai întoarce acasă niciodată, părinții lor suportând cu greu această situație, într-o perioadă în care nu se obișnuia ca o tânără să stea singură, părăsirea casei părintești făcându-se numai în urma unei căsătorii. În septembrie 1935, Fritz Braun  scrie o scrisoare führerului sperând că acesta le va convinge pe fete să vină acasă. Hitler însă nu a primit niciodată cererea.

## În umbra celui mai puternic om al Germaniei
Congresul Partidului din 1936 a fost prilejul cu care Eva și-a câștigat definitiv locul de amantă oficială a führerului, recunoscută doar de cercul foarte apropiat nu și de opinia publică. Tot acum, Bormann este delegat să se ocupe de cheltuielile ei, punându-i la dispoziție o sumă lunară. Reproșurile doamnei Raubal, mama defunctei Geli, cu privire la faptul că Evei i se rezervase un loc în standul VIP-urilor la manifestațiile de la Nürenberg, îl înfurie pe Hitler care îi ia partea prietenei sale, dându-o afară pe sora sa vitregă și instalându-o definitiv pe domnișoara Braun la Berghof. După o perioadă de tensiune în familie, părinții încep încet încet să se resemneze, iar în primăvara anului 1936 Eva, Gretl și mama lor fac o călătorie împreună în Italia. În următorii ani, soții Braun vor fi uneori musafiri la Obersalzberg, pe timpul șederii lor aici Hitler tratându-i cu un respect ireproșabil. Deși nu pe deplin mulțumiți cu viața în păcat a Evei, vacanțele luxoase din străinătate precum și traiul boem de la Berghof au fost mai puternice, Fanny spunând la un moment dat:„Este până la urmă ceva să fii favorita führerului”.
În luna iulie a anului 1936 lucrările de modernizare și extindere la Berghof – casa de vacanță a führerului – sunt gata. De-a lungul timpului complexul de la Obersalzberg s-a extins foarte mult devenind o adevărată fortăreață unde majoritatea liderilor naziști aveau câte o locuință. Între anii 1936 și 1945 Eva își va petrece majoritatea timpului la Berghof, unde i se rezervă trei camere ce comunicau direct cu apartamentele lui Hitler. Aici ea trăia într-o solitudine extremă. Departe de viața socială bogată din München, își petrecea majoritatea timpului făcând drumeții, înotând în lacurile din apropiere sau mergând la schi. Toate aceste activități nu erau însă suficiente pentru a ține ocupată o tânără de doar 24 de ani. De aceea uneori, din cochetărie sau lipsă de ocupație, se aranja și își schimba ținuta și de șapte ori pe zi. Eva însă nu s-a plâns niciodată lui Hitler de singurătate sau depresie. Ea îi spunea odată mamei sale: El are așa mari griji. Cum aș putea eu să-l deranjez cu problemele mele mici? Führerul se revanșa satisfăcându-i toate capriciile în ceea ce privește vestimentația. Bormann se ocupa de aceste cheltuieli iar Hitler nu comenta niciodată.
Izolată mai mereu, Eva nu era invitată la recepțiile oficiale iar în timpul întâlnirilor politice ori militare nu avea voie să între în holul principal. Când miniștri sau delegați străini veneau să discute cu Hitler la Berghof se retrăgea în camera ei, iar dacă șederea lor era mai lungă trebuia să se mute cu totul. Rolul de amfitrioană pe lângă führer la dineurile oficiale și semi-oficiale îi revenea Magdei Goebbels, soția Ministrului Propagandei și o înflăcărată admiratoare a lui Hitler. Eva era geloasă pe femeile cu care el se înconjura la aceste recepții, Herbert Dohring, majordomul führerului, mărturisind: A avut o perioadă destul de grea în anii dinaintea războiului, atunci când führerul ținea recepții pentru cei din lumea artelor – teatru, film, muzică, pictură. În aceste ocazii el adora să se afișeze alături de doamne extrem de elegante și misterioase, iar Eva era mâncată de gelozie. Puținii prieteni de la Berghof erau sora ei Gretl, Herta Schneider și mai târziu Albert și Margareta Speer. Aceștia din urmă erau singura familie din anturajul naziștilor de top care s-a împrietenit cu ea. Albert Speer a declarat mai târziu, după terminarea războiului, că era cea mai nefericită femeie din Germania. Poate de aceea soții Speer o luau de multe ori în vacanțelor lor de schi și pe Eva. Nevestele naziștilor din cercul apropiat al lui Hitler, ce veneau și ele o deseori la Obersalzberg – Magda Goebbels, Gerda Bormann, Emmy Göring, Hanni Morell și Erna Hoffmann – nu o suportau pe amanta führerului considerandu-o un nimeni din München și mult inferioară lor din punct de vedere social. Nici măcar personalul de la Berghof sau cei ce îl serveau direct pe Hitler nu o prețuiau prea mult. Christa Schroeder, secretara dictatorului încă din 1933, într-o conversație spunea: "Să recunoaștem, mein Führer, Eva nu este chiar potrivită pentru tine!", acesta răspunzându-i tăios "Mi se potrivește destul de bine!".
În august 1936 au loc la Berlin Jocurile Olimpice de vară prilej pentru naziști de a prezenta întregii lumi realizările lor în refacerea Germaniei. Sloganurile antisemite au fost șterse de pe pereți, iar trupele SS și Gestapo au fost atenționate să acționeze cât mai discret posibil. Eva vine și ea la Berlin pentru câteva zile pentru a vedea întrecerile. Pe fondul relaxării impuse de organizarea Jocurilor o mulțime de publicații străine  își fac apariția în chioșcurile de ziare nemțești. În septembrie 1936, o revistă franceză Paris Soir are un articol cu numele „Femeile lui Hitler”. După ce tratează relația cu Geli, cu surorile Mitford și cu regizoarea Leni Riefenstahl dezvăluirea se termina cu frazele: Acum favorită este fără îndoială Eva Braun, fiica unui profesor din München, Hitler renunțând la celelalte femei pentru ea. Acest articol nu a avut nici un impact asupra opiniei germane, deoarece imediat după publicare autoritățile naziste au retras discret de pe piață toate copiile, episodul fiind repede uitat.
Hitler își petrece vara anului 1937 în mare parte la Berghof spre bucuria Evei, el retrăgându-se deseori aici atunci când trebuia luată o decizie importantă. Pe 13 martie 1938 a fost anunțată oficial anexarea Austriei (Anschluss). A doua zi, führerul sosea la Viena fiind întâmpinat de o mulțime numeroasă aflată într-o stare de isterie supremă. Eva alături de mama sa și Herta Schneider au fost și ele prezente la triumful său. La data de 2 mai 1938 Hitler își face testamentul, domnișoara Braun fiind prima menționată în lista beneficiarilor, urmând a-i fi încredințată suma de 1000 de mărci lunar pentru tot restul vieții. Acesta este primul document oficial redactat de dictator în care apare numele amantei lui. A doua zi, Eva părăsea Berghoful pentru vizita oficială a führerului în Italia. Ea călătorea sub titulatura deja obișnuită a unei secretare și făcea parte din anturajul de aproximativ 500 de persoane al lui Hitler. În Italia nu a stat la același hotel ca și amantul ei, pentru a nu crea suspiciuni. A fost primită în audiența la Papă, fiind puternic impresionată. Führerul părăsește peninsula după 5 zile, întorcându-se la Berghof pe 9 mai. Eva își continuă vacanță împreună cu familia ei vizitând Florența, Ravenna, Capri, Pompei și Veneția.
Înainte de război, Hitler revenea la Obersalzberg o dată la două-trei săptămâni. Evei nu i se permitea să meargă la Berlin decât foarte rar, deoarece führerul considera că aici era prea periculos ca ei să se întâlnească. Totuși de la începutul anului 1939 i se rezervă un apartament în noua cancelarie construită de Albert Speer. La Berlin, mai mult ca la Berghof, trebuia să rămână ascunsă, fiind nevoită să folosească intrarea de serviciu și să ia masa singură în camera ei. În luna februarie 1939, Eva petrece o săptămână de vacanță la schi în stațiunea austriacă Kitzbühel, ce făcea acum parte din Reich-ul german. Pe 15 martie trupele nemțești intră în Cehoslovacia. Hitler ține un discurs la Praga justificând acțiunea lui prin necesitatea măririi Lebensraum-ului poporul german. Eva nu era la curent cu intențiile politice ale führerului, el interzicându-i să citească ziare sau să asculte știrile la radioul german, având și așa puține surse de informare în izolarea de la Berghof. În ignoranța ei, spera doar ca treburile politice să-i permită liderului german să fie de Paște la Obersalzberg, fiind convinsă că agresiunile față de vecinii Germaniei sunt făcute de naziști pentru a evita războiul. În august 1939, Eva, Fanny, Gretl și Herta Schneider, în dorința de a evada din tensiunea de la Berghof unde Hitler ținea întâlniri nesfârșite cu generalii săi din Wehrmacht, merg în vacanță la Portofino, un mic port de pe coasta de nord-vest a Italiei. La mijlocul lunii august, ajung la Veneția pentru a participa la festivalul de film. Aici însă sunt somate să se întoarcă de urgență acasă. Războiul urma să înceapă în Europa, iar pacea nu avea să o mai prindă pe Eva în viață.

## Anii războiului

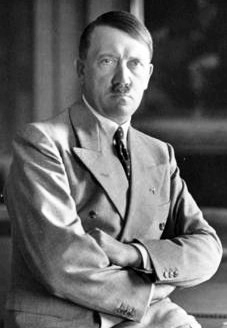
Hitler în unul dintre portretele sale celebre. Această poza înrămată se afla și în camera Evei de la Berghof.

Pe 1 septembrie 1939 Eva se afla printre invitații de la opera din Berlin, când Hitler a ținut unul dintre discursurile lui memorabile explicând atacul împotriva Poloniei ca pe un act de „autoapărare”. Ea nu avea idee ce urmări va avea conflictul sau cum o va afecta. Führerul nu discuta niciodată despre război cu Eva, pentru ea luptele se petreceau undeva departe implicând persoane pe care nu le cunoștea. Siguranța lui Hitler era principala ei grijă. Pe 8 noiembrie 1939, la aniversarea puciului din anul 1923, ziua cea mai sacră a naziștilor, are loc o tentativă de asasinare a führerului în berăria Bürgerbräukeller din München. El a scăpat cu viață deoarece și-a scurtat discursul cu aproximativ o jumătate de oră pentru a prinde trenul înapoi spre Berlin. După acest eveniment, Eva a trăit într-o teroare perpetuă fiindu-i frică că Hitler ar putea fi ucis, deși el a asigurat-o – crezând ferm în ce spune – că posedă un simț predictiv care îl ajută să intuiască un atac iminent.
Atât revelionul cât și vara anului 1940, Hitler, victorios după succesele Blitzkrieg-ului, și le petrece în mare parte la Berghof, Eva fiind convinsă că războiul trebuia să fie pe sfârșite. Führerul nu avea însă prea mult timp pentru ea fiind mai mereu în ședințe cu diferiți miniștri sau cu vreun general al armatei. Într-o astfel de ocazie Eva a dat buzna într-o conferință, protestând că durează prea mult, iar invitații așteaptă să mănânce. Hitler într-un exces de furie îi cere să părăsească încăperea.
„Hitler și Ribbentrop erau deja înăuntru de o oră, două, trei. Apoi ușa se deschide și o față mică blondă intră și îi spune führerului: <<Oh Adolf, te rog, trebuie să coborâm să luăm masa!>> Eram șocat. Cum se putea să i se permită unei asemenea persoane fără un rang social să vorbească așa cu el. Am mers la aghiotantul șef și l-am întrebat: "Oberführer cine este această femeie?" și el mi-a răspuns: „Spitzy, [...] ce ai văzut vei uita [...] deoarece führerul nostru are dreptul la o viață privată și ea este amanta sa."”—Reinhard Spitzy, aghiotantul lui Ribbentrop
Pentru Hitler luna octombrie a anului 1940 a fost una de întâlniri. Un număr important de oficialități străine au vizitat reședința de la Berghof. Führerul își petrecea majoritatea timpului în conferințe sau la dineurile formale găzduite de Magda Goebbels. Ca o recompensă pentru umilința la care era supusă la Obersalzberg, el o ia la Florența într-o vizită de stat la sfârșitul lunii octombrie. În primii ani ai războiului, Eva, mama ei, surorile și prietenii apropiați au continuat să se bucure de viața luxoasă și liniștită de la Berghof. Deși pe 22 iunie 1941, Hitler declanșează operațiunea Barbarossa împotriva URSS-ului, Eva și anturajul ei pleacă în obișnuita lor vacanță de la Portofino. La fel s-a întâmplat și în anul următor. Cea din 1942 a fost ultima, ele părăsind Italia cu câteva zile înainte ca Mussolini să fie detronat. După vara anului 1941, Hitler venea din ce în ce mai rar la Obersalzberg. Majoritatea timpului și-o petrecea la cartierul general de la Wolfsschanze, Bârlogul lupului, de lângă Rastenburg, estul Prusiei sau la Werwolf lângă Vinnița, Ucraina. Din 1941 până în 1944 führerul stă peste 800 de zile la Wolfsschanze. Astfel între iunie 1943 și 23 februarie 1944 – aproape 8 luni – cei doi s-au văzut doar pentru 10 zile. Hitler se întoarce la Berghof pe 23 februarie 1944 mult schimbat. Îmbătrânit, el suferea de extenuare nervoasă deoarece Blitzkrieg-ul luase o întorsătură extrem de nefavorabilă Germaniei. Ea era îngrijorată de starea lui de sănătate, încercând din răsputeri să-l facă să uite măcar pentru o perioadă de grijile războiului.

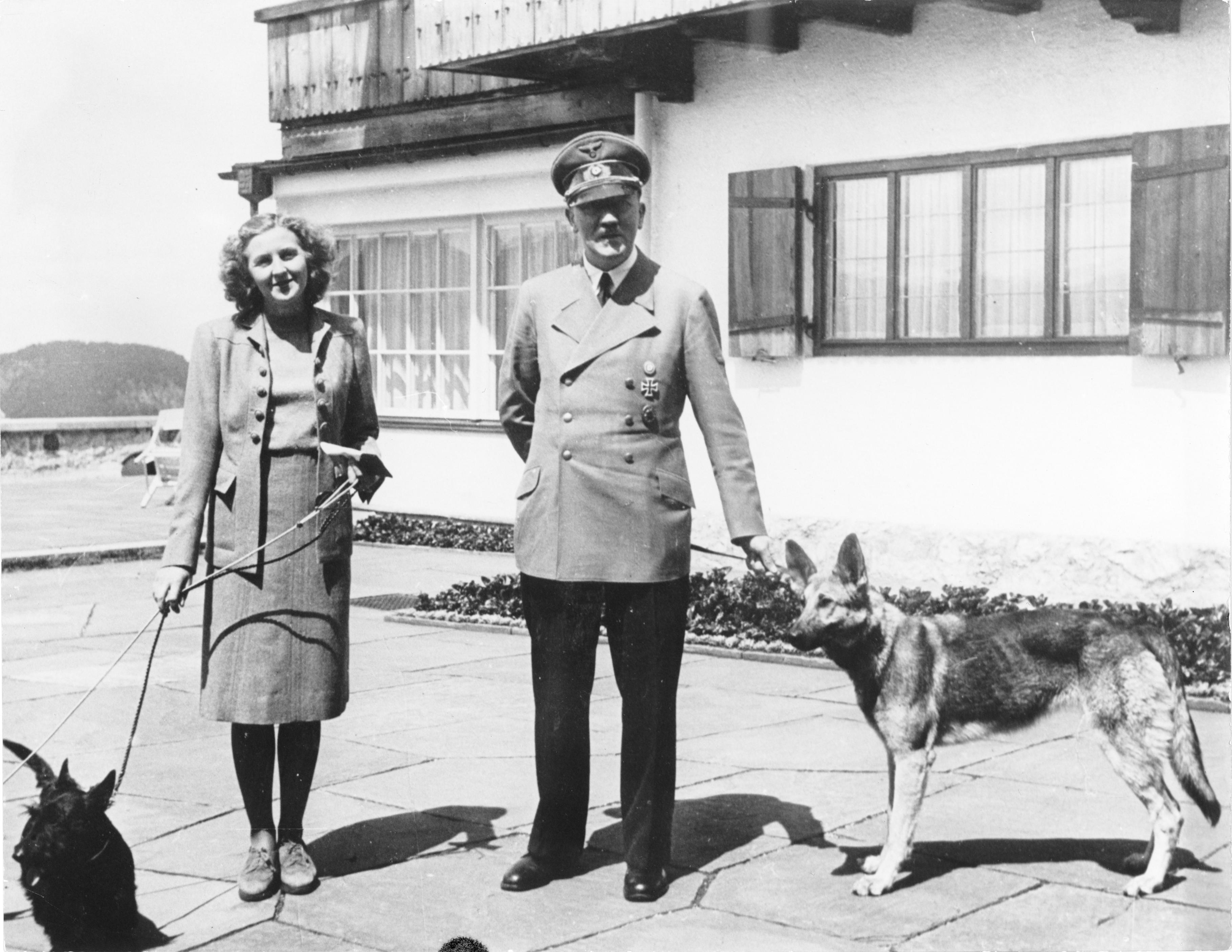
Eva Braun împreună cu Adolf Hitler, 14 iunie 1942.

Cu trecerea timpului, Eva devenea tot mai necesară lui Hitler. În mod paradoxal, războiul i-a apropiat, ei scriindu-și aproape zilnic în această perioadă. Din păcate foarte puține dintre scrisorile lor sunt disponibile astăzi. Führerul era îngrijorat în legătură cu siguranța ei, rugându-o mereu să conducă mai încet, să schieze prudent sau să se adăpostească în buncărul de sub casa ei atunci când se afla în München și orașul era bombardat. Albert Speer își amintește de un astfel de moment:Odată, când Eva Braun schia și a întârziat la ceai, el era agitat, se tot uita nervos la ceas fiind îngrijorat că ar fi putut avea un accident. Traudl Junge, una din secretarele lui Hitler, povestește despre un alt episod: De fiecare dată când München-ul era amenințat de un atac aerian el era neliniștit așteptând ca un leu în cușcă să poată vorbi cu ea la telefon. Agitația lui era aproape întotdeauna fără temei, deși o dată casa ei a fost avariată și câteva din apropiere au luat foc. Toată ziua aceea a vorbit încontinuu despre curajul ei: <<Ea refuză să între în adăpost deși am implorat-o de nenumărate ori.[..] Nu vrea nici să meargă în apartamentul meu deși acolo ar fi în deplină siguranță. Am reușit într-un final să o conving să aibă un mic adăpost construit în casă, dar își invită toți vecinii în timp ce ea merge pe acoperiș să vadă dacă au căzut bombe incendiare.>> Totuși relația lor rămâne una formală până și în față apropiaților de la Berghof, Eva adresându-i-se de cele mai multe ori cu „dumneavoastră” sau cu „mein Führer”. În primăvara anului 1944 ea face o scurtă vizită în München. Este pentru prima dată când observă ororile războiului, orașul fiind aproape în ruine după numeroase bombardamente ale RAF-ului. Îngrozită de cele văzute îi povestește führerului care în inconștiența lui jură răzbunare împotrivă Aliaților. Ca să-l mai înveselească pe Hitler, Eva se ocupă personal de organizarea zilei lui de naștere de pe 20 aprilie 1944. Petrecerea a fost una veselă în contrast cu suferințele îndurate de populația Germaniei sau de soldații de pe front. Ultimul moment de sărbătoare de la Obersalzberg se întâmplă pe 3 iunie 1944, când sora Evei, Gretl se căsătorește cu ofițerul SS și adjutantul lui Himmler, Hermann Fegelein. Ea se ocupă de organizarea petrecerii la care participă și führerul precum și mulți alți oficiali naziști.
Pe 14 iulie 1944, Hitler părăsește pentru ultima oară Berghofu, întorcându-se la Wolf's Lair. Pe 20 iulie are loc un nou atentat împotriva dictatorului nazist, el scăpând în mod miraculos, fiind doar ușor rănit. Eva află de acest incident în timp ce înota împreună cu câțiva prieteni la Königssee. Întorcându-se de urgență la Obersalzberg ea îi scrie o scrisoare führerului: Iubirea mea, sunt copleșită. Disperată, distrusă, nefericită. Sunt pe jumătate moartă acum când știu ca ești în pericol. Vino înapoi cât de repede cu putință.[...] Știi că întotdeauna am spus, că nu voi mai continua să trăiesc dacă ți se întâmplă ceva. De la primele noastre întâlniri, am promis să te urmez peste tot, chiar și în moarte. Știi că întreaga mea viață este să te iubesc. A ta Eva. Hitler îi răspunde și el încercând să o îmbărbăteze: Dragă mea Tschapperl, Nu te îngrijora, sunt bine poate doar un pic obosit. Sper să ajung acasă în curând și să mă pot relaxa în brațele tale. Am o mare nevoie de odihnă dar datoria mea față de poporul german trebuie să fie pe primul loc ... Îți trimit uniforma pe care am purtat-o în acea zi nefericită. Este dovada că Providența m-a protejat și că nu avem de ce să ne temem de inamicii noștri. Mâna îmi tremură încă de la atentatul asupra vieții mele. Sunt plin de speranță pentru victoria noastră.

## Alături de Hitler în buncăr

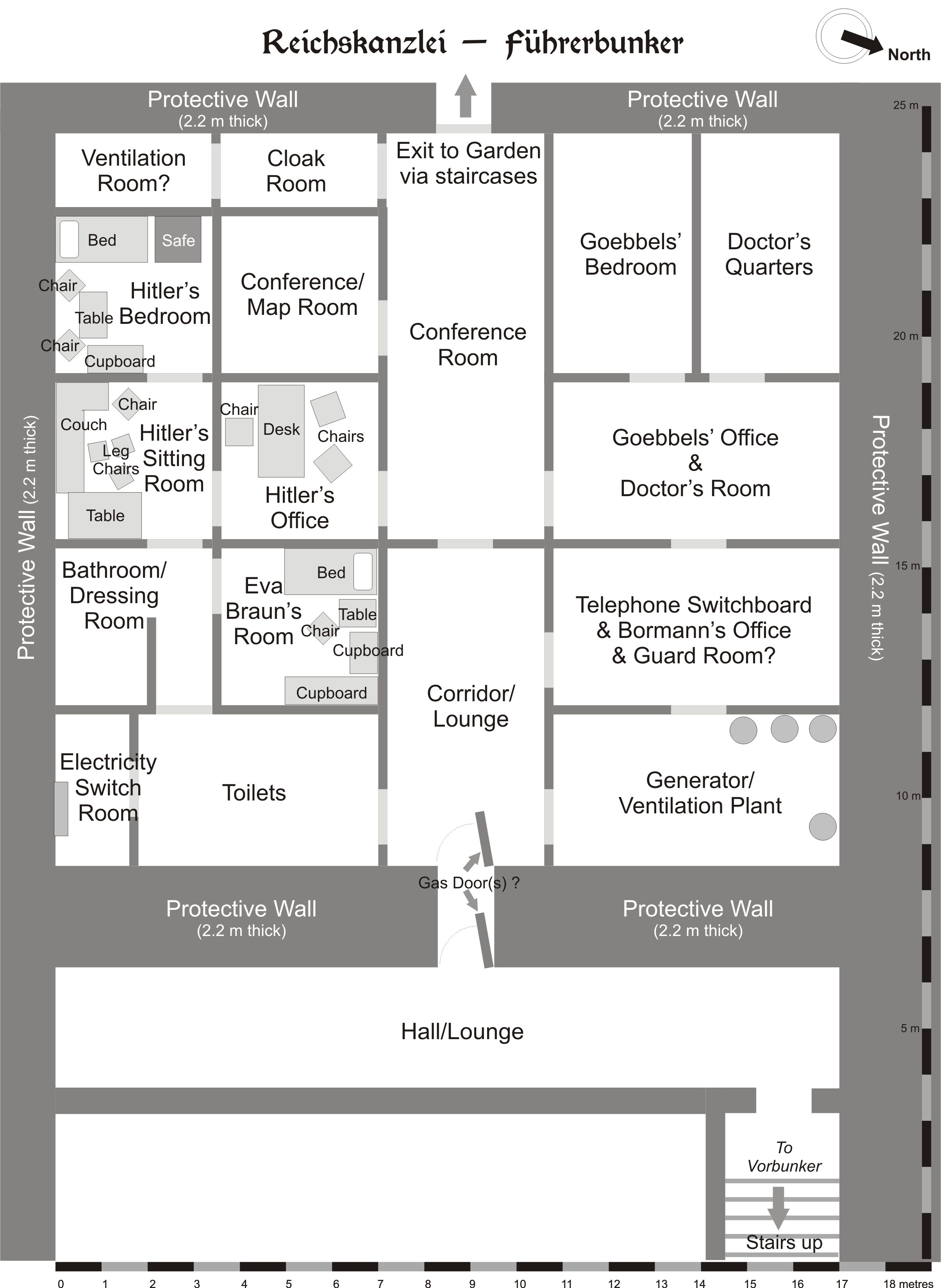
Planul buncărului de sub Cancelaria din Berlin în care Hitler și Eva și-au petrecut ultimele zile din viață

De la începutul toamnei, Eva își petrece tot restul vieții așteptând și pregătindu-se să moară. Pe 26 octombrie își redactează testamentul, iar în 20 noiembrie merge la Berlin să-l vadă pe Hitler care urma să sufere o operație de îndepărtare a unui polip. După câteva zile, se întoarce înapoi la München, petrecându-și aici Crăciunul alături de familie. În acele zile era periculos de rămas în oraș, deoarece atât pe 17 decembrie cât și în 7/8 ianuarie 1945 au loc raiduri aeriene. După 2 ani de bombardamente repetate, München-ul era unul dintre cele mai distruse orașe germane. Pe 19 ianuarie merge pentru trei săptămâni la Berlin unde o vede pentru ultima oară pe sora sa mai mare Ilse. Pe 6 februarie își sărbătorește ziua de naștere alături de Hitler, care o somează să se întoarcă de urgență la Berghof unde era mai în siguranță. Ea pleacă la Obersalzberg cu gândul de a-și lua rămas bun de la prietena ei cea mai bună Herta Schneider și de a-și face ordine în lucrurile sale, intenționând să revină ulterior în capitală pentru a fi cu führerul până la capăt. Mărturiile supraviețuitorilor războiului sunt contradictorii asupra datei în care Eva s-a întors la Berlin. Unii susțin că pe 7 martie 1945, iar alții precum Albert Speer atesta data de 15 aprilie. Totuși se poate că Speer să se fi referit la data când Hitler și Eva au părăsit apartamentele din Cancelarie, adăpostindu-se în buncărul alăturat. Ea revine în capitală fără învoiala lui Hitler care o presează să se întoarcă în Bavaria, promițându-i că o va urma și el în curând. Eva îl refuză, pentru prima dată în viața ei. Condițiile din buncăr deși mult mai bune decât ale restului populației nu se comparau cu cele de la Berghof. Albert Speer insistă de cel puțin trei ori pe lângă amanta führerului să plece din capitală: Am încercat în repetate rânduri să o conving să părăsească Berlinul. Îmi plăcea așa de mult de ea. Doream să fie în siguranță.[..] Ea m-a refuzat categoric și în final mi-a spus cu un zâmbet larg să nu o mai bat la cap cu asta. Eva și-a acceptat soartă cu stoicism, după mărturiile celor prezenți în buncăr în acele ultime zile.
„Toată lumea a fost de acord că Eva și Magda Goebbels erau singurele care vorbeau într-un mod liniștit, prietenos și echilibrat.[..] Ele nu păreau disperate a ba dimpotrivă, au fost foarte liniștite până la final, spre deosebire de bărbați.”—Alfons Schulz, operatorul telefonic al buncărului
Aliații se apropiau de Berlin care era aproape înconjurat. Pe 19 aprilie iese împreună cu secretarele lui Hitler pentru ultima oară din buncăr la aer curat și o plimbare prin grădina Cancelariei. A doua zi era ziua führerului și în ciuda faptului că a interzis orice festivitate în acele momente nepotrivite, Eva organizează o mică petrecere unde majoritatea liderilor naziști se adună să-l felicite. Aici Hitler anunță că va rămâne în Berlin pentru a încuraja soldații, iar când totul va fi pierdut se va sinucide. Mai marii partidului îl roagă să se retragă în Bavaria, Ribbentrop apelând la Eva în încercarea lui de a-l determina pe führer să vină la Obersalzberg. Spune-i că vrei să părăsești Berlinul cu el. În acest fel vei face Germaniei un mare serviciu. Ea îl refuză însă. Nu-i voi menționa sugestia ta führerului. El este cel care trebuie să decidă. Dacă crede că este potrivit să rămână în Berlin atunci voi sta cu el. Dacă pleacă voi pleca și eu. Răspunsul ei în acele momente teribile sintetizează relația lor – din prima clipă ea l-a urmat și ascultat orbește fără să aibă un cuvânt de spus. Eva scrie ultimele scrisori surorii sale și prietenei celei mai bune în care își împarte micile posesiuni, dând instrucțiuni pentru Gretl să distrugă corespondența dintre ea și führer. Pe 24 aprilie, Speer revine pentru 8 ore în buncăr să-și ia rămas bun de la cei doi. Ea mi-a urat noroc și a transmis salutări soției mele. A fost extraordinar. La prima vedere, o simplă fată din München, un nimeni ... și totuși a fost o femeie remarcabilă. Și Hitler știa asta, dar nu a spus-o niciodată. Pe 27 aprilie, furios la aflarea veștii că Himmler, unul dintre cei mai vechi tovarăși ai lui, a vorbit cu Aliații în vederea încheierii păcii, führerul cere să fie adus Fegelein. Când acesta nu este de găsit, Hitler ordonă să fie căutat și executat. Eva intervine pe lângă führer pentru a-i cruța viața cumnatului ei gândindu-se și la sora sa care urma să aibă un copil. Hitler însă o refuză, iar pe 28 aprilie la ora 23 Fegelein este împușcat sub acuzația de înaltă trădare.

## Căsătoria și sinuciderea
Situația din buncăr devenea din ce în ce mai sinistră, singurul subiect de discuție fiind despre cea mai sigură și rapidă metodă de sinucidere. Eva decide să-și ia viața otrăvindu-se, nedorind să folosească pistolul pentru a nu fi desfigurată. Mă întreb dacă doare foarte mult?[...] Sunt gata să mor eroic dar măcar vreau să fie fără dureri. După miezul nopții, pe 29 aprilie, Hitler îi dictează testamentele sale lui Traudl Junge. Cel personal începea cu frazele: Deoarece nu am crezut că trebuie să-mi asum responsabilitatea unei căsătorii pe timpul războiului, am decis acum, înaintea morții să o iau de nevastă pe femeia care, după mulți ani de prietenie adevărată, a venit voluntar în orașul, ce era deja învins, pentru a-mi împărtăși soarta. Ea moare alături de mine ca și soția mea conform dorinței ei. Testamentul personal se termină astfel: Eu și soția mea am ales moartea pentru a scăpa de rușinea de a fi forțați să demisionăm sau să ne predăm. Este dorința noastră să fim incinerați imediat în locul unde eu am înfăptuit cea mai mare parte a muncii mele de-a lungul celor 12 ani de serviciu în slujba poporului. Căsătoria celor doi a avut loc în aceeași zi martori fiind Joseph Goebbels și Martin Bormann. Ceremonia a fost una simplă fără prieteni sau familie, urmată apoi de o mică recepție. Gertrude Weisker, verișoara Evei: Nu mai avea motive să ezite. Până atunci a spus că este căsătorit cu Germania. Dar acum nu mai exista o Germanie, așa că probabil s-a gândit că putea până la urmă să o ia de soție pe femeia cu care a trăit împreună 16 ani.
Pentru 36 de ore, Eva a avut bucuria de a i se spune Frau Hitler, cu toate că noul ei soț continua să i se adreseze cu domnișoara Braun. În după-amiaza zilei următoare, când sovietici ajunseseră extrem de aproape de centrul capitalei, cei doi decid că a venit timpul să-și curme viața. După ce își iau rămas bun de la cei din buncăr, Eva se otrăvește cu cianură, iar Hitler își trage un glonț în tâmplă. Cadavrele lor sunt scoase afară de adjutanții führerului. La 2 mai rămășițele sunt găsite de către soldații sovietici în grădina Cancelariei într-un crater făcut de o bombă. De-a lungul anilor cadavrele au fost îngropate și deshumate de mai multe ori, până când în aprilie 1970 sunt incinerate complet, iar cenușa este aruncată în râul Elba.

## Finalul

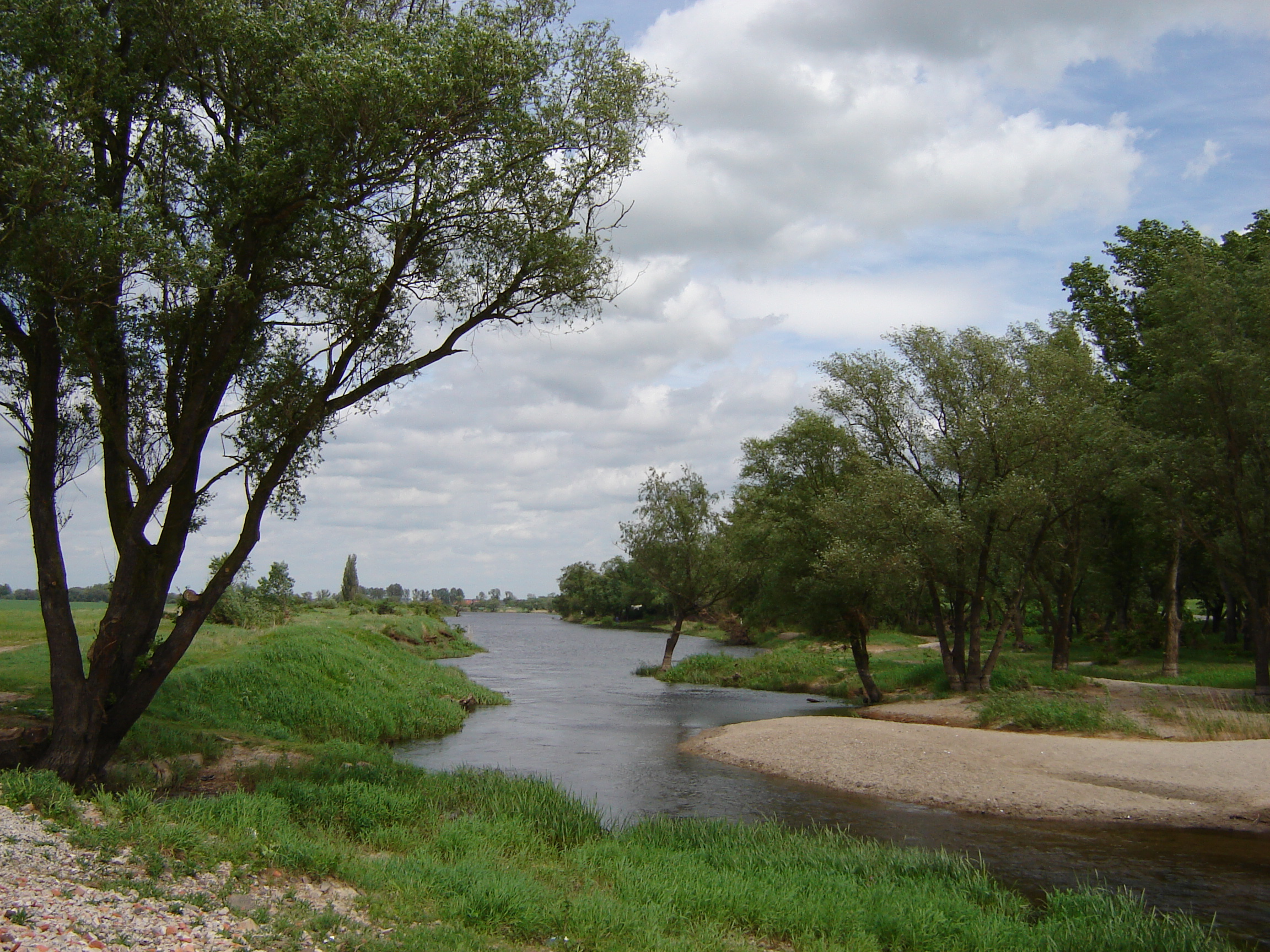
Pȃrȃul Ehle din Biederitz (Magdeburg) în care a fost împrăştiată cenuşa celor 10 persoane

Rămășițele a 10 persoane, Adolf Hitler, Eva Braun-Hitler și 8 membri ai familiei Goebbels (părinți + 6 copii), au fost îngropate și dezgropate de mai multe ori, în diferite locuri din Germania, în 5 cutii de lemn. Odiseea lor a luat sfȃrșit la 5 aprilie 1970, cȃnd cele 5 cutii îngropate în Magdeburg, în grădina casei din strada  Westendstr.32 (azi Klausenerstr.23) au fost dezgropate pentru ultima dată de sovietici și arse cu benzină sub cerul liber. Cenușa lor, transportată într-un singur sac, a fost aruncată în aceiași zi de pe podul Schweinebrücke în pȃrȃul Ehle din satul Biederitz, localitate situată lȃngă Magdeburg.

## Familia Evei după terminarea războiului
Pe 5 mai 1945, Gretl Fegelein naște o fetiță la Garmisch-Partenkirchen, pe care o numește Eva Barbara în memoria surorii sale. Se recăsătorește și va trăi în continuare în anonimat până în 1987, când moare la vârsta de 73 de ani, după o lungă suferință cauzată de boala Alzheimer.
Ilse Braun locuiește și ea retrasă în Heidelberg cu cel de-al doilea soț. După divorț, se întoarce în München unde moare de cancer în 1979 la vârsta de 70 de ani. Este înmormântată în cimitirul Waldfiedhof din capitala Bavariei alături de sora ei Gretl și de fiica acesteia Eva Fegelein. Înainte de terminarea războiului, Fritz și Fanny Braun părăsesc München-ul, ce era bombardat sistematic, retrăgându-se în Ruhpolding unde își cumpără o casă. În mai 1945, ei au fost închiși pentru interogatoriu de către americani care i-au eliberat însă repede după ce s-au convins că nu au avut legătură cu Hitler și nici un câștig material de pe urma acestuia. Fritz Braun moare în 1964 la vârsta de 85 de ani, iar Fanny 12 ani mai târziu.

## Pasiunile Evei
Marea pasiune a Evei încă din copilărie a fost fotografia și ulterior Hitler îi face cadou un aparat foto foarte performant pentru acea vreme spre bucuria ei. Majoritatea pozelor și filmelor cu führerul de la Berghof sunt făcute de ea. În noiembrie 1945, americanii găsesc în casa Evei din München 33 de albume cu fotografii, care au fost confiscate și se află în prezent în arhiva națională a Statelor Unite.
Un alt hobby era moda. Avea numeroase ținute făcute special pentru ea de către croitorese din Berlin sau Paris, fiind mereu foarte atentă la aspectul și silueta sa. Deținea chiar un clasor în care erau reproduse și numerotate toate rochiile, cu un eșantion din materialul corespunzător. Hitler aprecia această meticulozitate a ei în ceea ce privește înfățișarea, spunând că nu i se poate reproșa nici cea mai mică neglijență. Eva era și o sportivă desăvârșită, practicând înotul, gimnastica și schiul. Adora animalele având un câine ciobănesc, un basset și doi foxterieri: Negus și Stasi. Mare admiratoare a vedetelor din lumea artistică, colecționa articolele din reviste despre ele, frecventând pe cât posibil cinematografele și teatrele.

## Mituri și legende despre Eva Braun
Au existat câteva afirmații conform cărora concubina lui Hitler ar fi avut origini evreiești, lucru ce nu este adevărat. Înainte ca relația lor să devină una serioasă, mâna dreaptă a führerului, Martin Bormann a verificat familia Evei pentru a se asigura de puritatea ei. Unii dintre servitorii de la Berghof au vorbit după război de extravaganța în care trăia și luxul pe care Hitler îl satisfăcea. Cu toate că führerul îi plătea toate cheltuielile cu vestimentația, cadourile pe care i le făcea nu erau de o valoarea foarte mare. În afară de casa cumpărată în München, acesta i-a mai dăruit un autoturism Mercedes și bijuterii care, cu excepția unui ceas cu diamante, erau semiprețioase. Percheziția făcută de soldații americani în locuința ei a scos la iveală 100.000 de mărci germane, 1000 de dolari și 10 lire sterline. Este o sumă considerabilă, dar nu una exagerată pentru amanta führerului.
Numeroase dezbateri au fost printre istorici în legătură cu măsura în care Eva era la curent cu acțiunile lui Hitler din perioada sa de conducător al celui de-al Treilea Reich. Cel mai probabil nu a știut mai nimic, Christa Schroeder, cea mai veche dintre secretarele führerului, mărturisea: Se poate spune că, din punct de vedere politic, Eva era de o ignoranța și de o nepăsare absolute.[...] Se plângea deseori că nimeni nu o ținea la curent cu evenimentele. Când i se explica o știre neplăcută, exclama întotdeauna cu un aer candid: <<Dar, fetelor, habar n-aveam de ororile astea.[...] De fapt nu-i mai bine că nu știu ce se întâmplă prin alte părți? La urma urmei, nu pot să schimb nimic.>> Și ea avea dreptate, deoarece Hitler nu tolera amestecul femeilor în treburile țării. În anii războiului, a dobândit mai multă influență asupra lui însă doar în chestiunile mărunte, fiind singura care își permitea să-i sugereze führerului să-și scurteze monologurile din timpul serilor de la Berghof. Eva a intervenit o dată pe lângă amantul ei, atunci când acesta a încercat să interzică produsele cosmetice în Germania. De cele mai multe ori ea trebuia să se supună unor dispoziții foarte severe. Printre multe altele, nu avea voie să facă plajă, deoarece stăpânului nu-i plăcea pielea bronzată și participa doar pe ascuns la serate dansante, fiindcă Hitler nu suferea dansul. El era de asemenea împotriva fumatului, ținând prelegeri apropiaților despre efectele dăunătoare ale tutunului. Totuși Eva a continuat să fumeze însă niciodată în prezența lui.
Leni Riefenstahl, Christa Schroeder precum și alți apropiați ai führerului au fost de părere ca Geli Raubal și nu domnișoara Braun fusese marea dragoste a lui Hitler. Secretara lui își amintea: Mi-a mărturisit, într-o zi, că nu simțise niciodată pentru Eva marea dragoste, dar că se obișnuise pur și simplu cu ea. <<Eva e foarte drăguță, însă, doar Geli a reușit să trezească în mine o iubire adevărată. Niciodată nu mi-a trecut prin cap să mă căsătoresc cu Eva.>> La începutul anului 1945, führerul adăuga într-o altă conversație. Geli a fost singura femeie care a știut să-mi câștige inima și cu care aș fi putut să mă căsătoresc. Moartea ei a fost o încercare cumplită pentru mine. Dar, având în vedere evenimentele petrecute între timp, încep să cred că a fost mai bine așa, fiindcă n-aș fi putut să-i ofer toată fericirea pe care o merita. Eva nu a avut copii, ea nefiind niciodată nici măcar însărcinată cu Hitler.

## Eva văzută de cei ce au cunoscut-o
- Ea a visat la o carieră artistică,ori ca fotograf ori ca star de cinema.[...] Nu era încrezută, ci conștientă de efectul pe care frumusețea ei îl avea asupra celorlalți. Din adolescență era vioaie și feminină, preocupată deja de înfățișarea sa. Era interesată de haine și modă, înnebunită după sport și fotografie. Aceasta era lumea ei.[...] Când l-a întâlnit pe Hitler era o tânără plină de viață și foarte curioasă.[..]Îi plăcea să meargă cu bicicleta la lacurile din apropiere, să facă drumeții pe munți ... era  pur și simplu o tânără foarte drăguță. – Gertraud Weisker, verișoara Evei Braun într-o conversație cu biograful Angela Lambert[58]
- Dragostea ei pentru Hitler, loialitatea ei erau absolute. O fată foarte drăguță, tânără, timidă și modestă. Mi-a plăcut instant de ea și mai târziu am devenit prieteni buni. Ea avea nevoie de un prieten. – Albert Speer într-un interviu cu Gitta Sereny[59]
- Găsea viața ei de amantă necunoscută tristă. Era deseori prost dispusă și bolnavă deoarece Hitler nu o mai băga în seamă așa mult. Știa că adulația mulțimii era mai prețioasă pentru el decât cuvintele ei iubitoare și că singura lui iubire va fi întotdeauna puterea. Stătea și aștepta, în timp ce viața trecea pe lângă ea. – Henriette von Schirach fiica lui Heinrich Hoffmann[60]
- Eva avea un caracter dificil. Neștiind să se stăpânească, cu un temperament impulsiv, avea explozii de mânie sau de entuziasm. Își arăta fără ascunzișuri antipatia sau simpatia pentru cei din preajmă. descriere făcută de Christa Schroeder.[52]
- Eva Braun este o fată minunată ce înseamnă mult pentru führer. Singura referire făcută de Joseph Goebbels în jurnalul său cu privire la Eva, în data de 10 august 1942.